# 齊藤京子
齊藤 京子（さいとう きょうこ、1997年〈平成9年〉9月5日 - ）は、日本の女優、タレント、ファッションモデル。女性アイドルグループ日向坂46の元メンバー、『ar』のレギュラーモデルである。東京都出身。東宝芸能所属。

## 略歴
2016年（平成28年）5月8日、『けやき坂46 メンバーオーディション』に合格し、5月11日に、オーディションの合格者としてお披露目された。同年10月28日には、赤坂BLITZで開催されたけやき坂46初の単独イベント『ひらがなおもてなし会』に参加している。
2017年（平成29年）10月25日に発売された欅坂46の5thシングル『風に吹かれても』に収録されている楽曲「それでも歩いてる」では、自身初のセンターポジションを務めた。
2018年（平成30年）4月15日、自身初となる冠番組『けやき坂46 ラーメン大好き! 齊藤京子です』（テレ朝チャンネル）が放送された。
2019年（平成31年）1月3日から、 『イマドキッ』（MBSラジオ）に、けやき坂46のメンバーとしては初めて、単独でのラジオのレギュラー出演を開始している。同年2月11日には、所属グループがけやき坂46から日向坂46に改名された。同年3月13日に、『ラーメン女子博 in 静岡 2019』のPR大使に就任する。同年6月7日には、女性ファッション誌『ar』（主婦と生活社）の同年7月号よりレギュラーモデルを務めることが発表された。
2020年（令和2年）4月26日より、『アッパレやってまーす！〜土曜日です〜』（MBSラジオ）へのレギュラー出演を開始する。同年6月12日、自身のファンの総称を「きょんこいず」に決定した。
2021年（令和3年）1月19日に、自身の1st写真集『とっておきの恋人』（主婦と生活社）を発売する。同誌は初版11万5000部の発行予定であったが、発売前に重版され、12万5000部でのスタートとなった。発売直後に3万部の重版となり、累計発行部数は15万5000部となった。同年上半期で累計12万6,000部を売り上げ、『オリコン上半期本ランキング写真集部門』で2位を獲得した。同年2月22日から3月19日の間には、日高屋とのコラボレーション動画がYouTubeにて公開され、代表取締役社長の高橋均より、「チゲ味噌の天使」称号が授与された。同年4月1日からは、テレビ朝日の『バラバラ大作戦』の枠にて、初の冠MC番組『キョコロヒー』の放送が始まった。10月25日に日経エンタテインメントが発表した「40歳以下の女性タレントで特番などを除く18時以降のバラエティ番組に出演した本数ランキング」では、出演本数21本で25位にランクインしている。
2022年（令和4年）2月14日、自身のInstagramアカウントを開設する。同年9月10日、Aichi Sky Expoにて開催された日向坂46の全国ツアー『Happy Smile Tour 2022』の初日公演にて、日向坂46の8thシングル『月と星が踊るMidnight』の表題曲が初披露され、同曲のセンターポジションを務めることが明らかとなった。齊藤がセンターポジションを務めるのは、2017年に発売された欅坂46の5thシングル『風に吹かれても』の収録曲「それでも歩いてる」以来5年ぶりであり、日向坂46の表題曲では初めてのことである。
2023年（令和5年）5月21日、初の有観客ソロコンサートとして、MTV主催のアコースティックライブ『MTV Unplugged Presents: Kyoko Saito from Hinatazaka46』を開催した。その後、同年9月22日公開の映画『ミュータント・タートルズ：ミュータント・パニック』の吹き替え版で自身初の声優に挑戦し、同年10月21日から放送していたドラマ『泥濘の食卓』（テレビ朝日）では、自身初の単独主演を務めた。

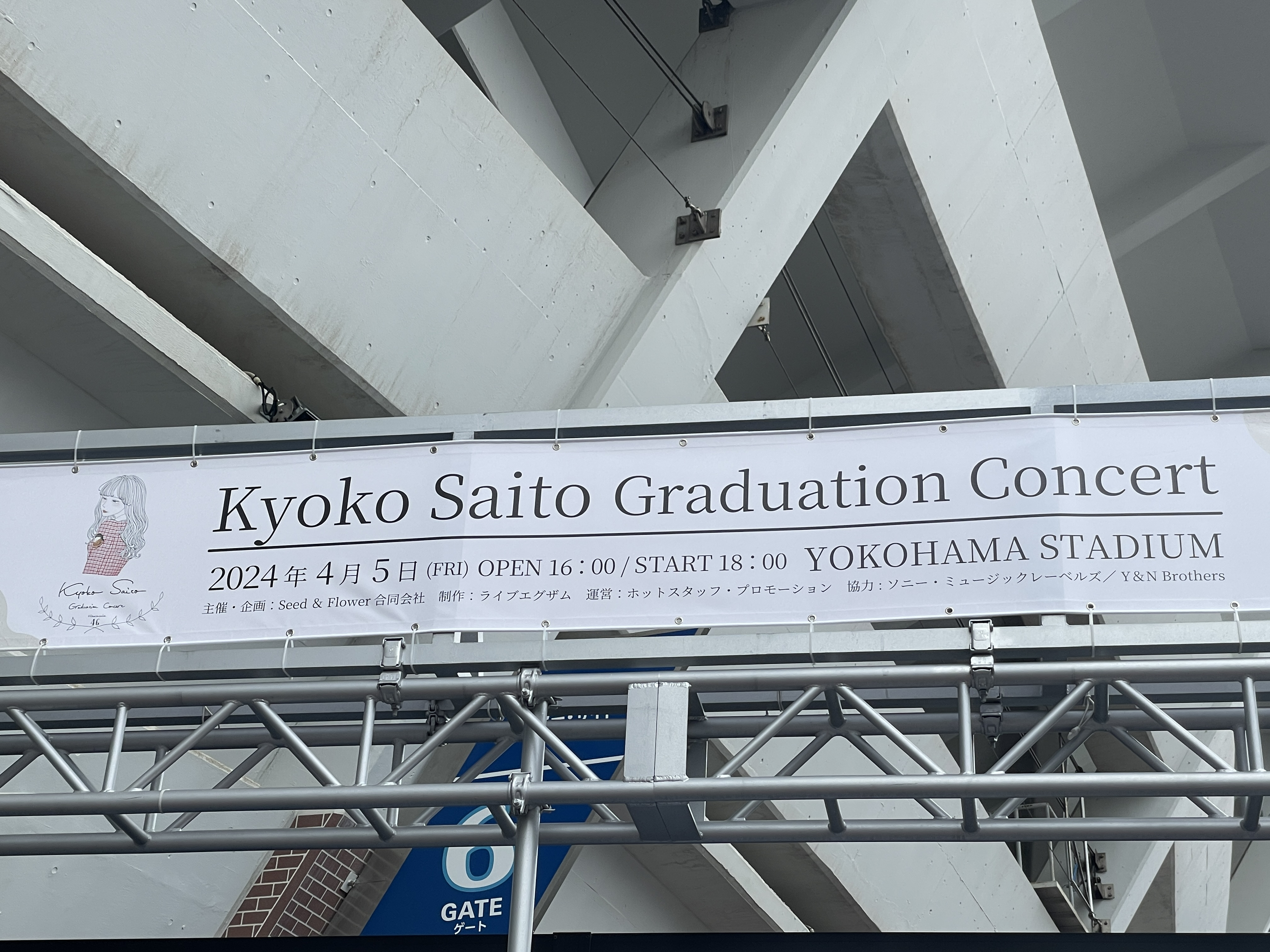
横浜スタジアムにて開催された卒業コンサート（2024年4月5日）

2024年（令和6年）1月11日、日向坂46からの卒業を発表した。同年4月5日、横浜スタジアムにて自身の卒業コンサートを開催し、同日をもって日向坂46を卒業した。同年5月1日、東宝芸能への移籍と公式ファンクラブの開設を発表した。
2025年5月13日から24日に開催される第78回カンヌ国際映画祭に出品される『恋愛裁判』（2025年冬公開予定）で映画初主演を務める。

## 人物
愛称は、京子、きょんこ、おきょんなどがあるが何故か齊藤京子とフルネームで呼ばれることが多い。名前の京子は礼儀と日本文化を象徴する京都に由来している。特徴的な低音ボイスと持ち前の歌唱力から「日向坂46の歌姫」と呼ばれ、MTV主催でソロコンサートを開催したほか、ハキハキした喋り方とド天然なキャラクターとのギャップでバラエティー番組でも活躍している。
中学生の頃、当時AKB48に所属していた大島優子に熱中していた。元SKE48の須田亜香里のファンでもある。欅坂46の推しメンは小林由依で、元乃木坂46の白石麻衣は憧れの女性像として挙げている。

### 交友関係
日向坂46では、グループを卒業した同期生の井口眞緒は親友と呼べる存在であるという。また、濱岸ひよりとは、互いに「マブダチ」と呼び合っており、一時期は生活を共にしていたという。齊藤は、「ひよたんっていう人、存在が私の笑顔の源です」と語っている。濱岸も自身のヒーローとして、「アイドルとしても人間としても憧れている」という理由で齊藤の名前をあげており、齊藤のことを「パワースポット的存在」と表現している。グループを卒業した同期生の潮紗理菜から「ひよたんって、京子のこと本当に好きなんだよ」と伝えられたときは、嬉しくて泣いてしまったという。
先輩とは積極的にコミュニケーションを取ることができると語っており、当時欅坂46に所属していた志田愛佳、鈴本美愉を愛称で呼び、プライベートを共に過ごすような関係であった。
かつては歳下や後輩には人見知りをしてしまうと語っていたが、同グループに所属している後輩で2期生の濱岸ひよりとは先述のような関係にあり、3期生の上村ひなの、髙橋未来虹、森本茉莉、山口陽世とは、自身を含めた4人でプライベートで遊ぶ仲となって、3期生と一緒に過ごしていた時には、他のメンバーから3期生と思われるなど、良好な関係を構築していた。

### 嗜好
好きな食べ物はラーメンで、本人曰く「ラーメン＝人生」だといい、6日間で8杯食べたことがあるほどで、自身のキャッチコピーに用いたり、将来の夢にプロデュースラーメン店を挙げるなどしている。好きなラーメンの麺は極太麺、一番好きなラーメンは担担麺、理想のラーメンは日高屋のチゲ味噌ラーメンであるという。ラーメン以外の食べ物では、マカロン、マカロニ、チーズ巻き、卵のお味噌汁、パイナップル、韓国料理が好きであり、食べ物よりも飲み物が好きであるとも語っている。反対に苦手な食べ物として、グリーンピース、ゆで卵、うずらの卵を、苦手な飲み物としてコーヒーを挙げている。
好きな動物としてウサギ、イルカを挙げており、「ラビ子」という名前のオスのウサギを飼っている。好きなキャラクターはクマのプーさんであるが、「にいまる」と「むゆくん」という自身が生み出したオリジナルキャラクターが存在している。その他、好きな色は白、黒、ピンク、好きな季節は秋、好きな数字は「1」、好きな花はカーネーション、好きな匂いはローズ、柑橘系を挙げている。
憧れの歌手として中森明菜を挙げており、中森は自身が歌手を目指すきっかけとなった存在であると語っている。好きなアーティストは山口百恵、Ms.OOJA、back number、好きな曲はback numberの「ヒロイン」「高嶺の花子さん」「花束」、中島みゆきの「時代」を挙げている。カラオケの最高得点は98点であり、よく歌う曲はEvery Little Thingの「fragile」、平井堅の「瞳をとじて」、中山美穂の「ただ泣きたくなるの」、中森明菜の「少女A」、JUJUの「やさしさで溢れるように」、倖田來未の「Moon Crying」で、十八番はMISIAの「Everything」であるという。
好きなドラマ・映画のジャンルはコメディーで、ラーメンが好きになったのはドラマ『ラーメン大好き小泉さん』を観たことがきっかけであるという。好きな映画として『イニシエーション・ラブ』を挙げている。
自身の冠番組『キョコロヒー』内で、好きなことを訊かれた際は「家に帰ること」と答えた。放送終了後に更新したブログでは、お笑いタレントが多く出演するバラエティー番組やYouTubeの動画、トランプや人狼ゲーム、少人数でのおしゃべりも好きであると綴っている。
ラジオ番組で共演するさらば青春の光が好きで、YouTubeの動画をよく見ている。キュンとした男性共演者を訊かれた際は、さらば青春の光の森田哲矢をあげ、「大好き」だと述べた。また、『キョコロヒー』で齊藤と共にMCを務めるヒコロヒーの出演番組は全て録画してチェックしている。
苦手なこととして、くすぐられること、大喜利を挙げている。大喜利は特に苦手で、収録中に泣きそうになってしまうほどの苦手位意識があるという。

### 趣味
趣味として、ラーメン動画鑑賞、女子バレーボール観戦、旅行、温泉、イルミネーションを見ること、メイクを挙げている。髪をとかされたり触られたりすることが趣味に入れるくらい好きであるという。また、雨音を聴くことも趣味としており、動画サイトで強めの雨音を検索してそれを聴きながら寝たり、リラックスするなどしている。
日向坂46の冠番組『日向坂で会いましょう』（テレビ東京）では、度々野球に関する企画が行われることがあるが、齊藤自身は放送開始当初には野球に興味がなかったものの、2021年に開催された東京オリンピックをきっかけにハマったことを、同番組で再び野球企画が行われた際に明かした。しかし、ここでの野球企画が原因で、首から右肘全部にかけて筋肉が炎症起こしてしまい、歩き辛い状態になったため、痛み止めの薬やテーピングを施したうえでコンサートに挑んでいたという。

### 特技
特技としてはバビ語、謎解き、ブラインドタッチ、大富豪、時間ピッタリ止めを挙げている。
バビ語を特技として挙げており、全てバビ語だけで書かれたブログを更新したことがある。また、謎解きも得意で、2021年には「謎解き検定」を受験するほどで、その結果は6級相当であった。一方、国民栄誉賞を「国民的えいよう賞」だと思い込んでいたり、グループ冠番組の学力テストで様々な珍回答をするような一面もある。
得意料理には、辛ラーメン、蒙古タンメンのカップラーメン、納豆を挙げている。2018年放送のグループ冠番組『ひらがな推し』（テレビ東京）内の企画「3分リレークッキング」では、実際に料理の腕前を披露している。事前に同じ料理チームのメンバーと、野菜を切ること以外はしない、麺類は入れない等、余計なことはしないと約束をして齊藤も「そんなヤバイことしない」などと言っていたにもかかわらず、数々の暴挙にスタジオで見ていたメンバーたちの悲鳴や爆笑が飛び交い、その常軌を逸したレベルに途中から静止画のダイジェストで放送されるという事態に陥った。あまりの大惨事に継いで入った当時のグループメンバーで2期生の宮田愛萌が「京子さん、何してんですか！？」と声を荒らげたほどであった。宮田愛萌曰く「あの約束は何だったんですかね？」と今でも考えているとのこと。このときスタジオで全てを見ていたMCのオードリー・若林正恭は「齊藤京子が全て終わらせた」と発言している。放送では静止画だった料理シーンは『ひらがな推し』のBlu-ray「京子さん、何してんですか編」に未公開映像として収録されている。なお、以前苦手だった料理は、家で練習して克服したという。『ひらがな推し』から約3年後の2021年に放送された、『キョコロヒー』での料理企画では、一般的な行程とは異なる部分はあったものの、出演したシェフの茂出木浩司から味を絶賛されるほどの腕前を見せた。

### けやき坂46・日向坂46
ペンライトカラーは、    ホワイト ×     ホワイト。
キャッチコピーは「ラーメン大好き、齊藤京子です」。
中学生の頃から歌手になる事が夢であり、ステージに立って歌うことを目指してボイストレーニングに通うなどの努力をしてきた。また、ダンスを小学1年生から中学2年生まで習っていた。様々なオーディションを受けたが、合格通知は一通も届かなかったという。そんな中、欅坂46に友人である今泉佑唯の名前を見付けると同時に、けやき坂46メンバーオーディションの存在を知った。当初はソロの歌手を目指していたため、アイドルになる事に対する戸惑いはあったが、オーディションに応募した。自分はアイドルに向いていると思っておらず、合格するとは思っていなかったという。
けやき坂46のオーディションに合格し、初めて欅坂46のメンバーと会った時には、圧倒的なオーラと完成されたアイドル力に、自分には敵わない相手だと感じて号泣してしまった。オーディションを受けたことを後悔し、悔しくて情けく感じたが、この気持ちのままでは終われないと思い、自分は自分以外のものにはなれないのだから本気でアイドルをしてみようと思い立った。『きょんこハート』、『きょんこ占い』、『きょんこナース』など、アイドルとしてのキャラクター付けに積極的に取り組み、握手会では自ら様々な企画を考え実行した。こうした行動を経て、アイドルとしての誇りを持てるようになった。
齊藤には、けやき坂46として活動していくに当たり、叶えたい夢が3つあった。1つは冠番組を持つことであったが、これは2018年4月に『ひらがな推し』の放送が始まったことで叶った。残りの2つは単独シングルのリリース、新たな坂道グループに改名することであったが、2019年2月11日のSHOWROOM配信で、単独シングルのリリースと日向坂46への改名がサプライズ発表され、2つの夢が同時に叶った。あまりの嬉しさに普段の冷静さを欠いてしまい、飛び跳ねて感情を爆発させていた。3つ目の夢であるグループを改名することは絶対に叶わないと思っていたからである。このように改名に対して前向きでありつつ、「ひらがなけやきは私の青春です」とも述べている。
自身のことを応援しているファンが喜んでくれることが何よりも嬉しいと考えている。そのため、有料の日向坂46公式メッセージアプリでは、ファンからのリクエストやアドバイスを募りつつ、「アカペラ着信」や「彼女感満載動画」などの様々な企画を発信し、1日100通の音声メッセージを送信した日や1日50通の動画を送信した日もある他、ブログを頻繁に更新するなどして、ファンが飽きないコンテンツ作りを行っている。
日向坂46内の推しメンは、1期生の佐々木美玲、2期生の富田鈴花であると明かしている。同期生の高本彩花はグループ加入当初、周囲から顔が双子のように似ていると言われており、自分でもよく似ていると思っていた。

#### 楽曲・ユニット
けやき坂46及び日向坂46の楽曲のうち、センターポジションを担当しているものは、「それでも歩いてる」「NO WAR in the future」「NO WAR in the future 2020」「月と星が踊るMidnight」「HEY! OHISAMA!」「一生一度の夏」の6曲である。また、ソロ歌唱曲として、「居心地悪く、大人になった」「孤独な瞬間」の2曲を持つ。中でも「居心地悪く、大人になった」の歌詞は、全てが齊藤の人生を綴った歌詞だと感じており、一生大切にしたい曲と語っている。
派生ユニットとして、潮紗理菜、加藤史帆、佐々木久美、高本彩花とは「りまちゃんちっく」、加藤史帆、佐々木美玲とは「きずなーず」を結成している。楽曲をもつユニットではないが、同期生の加藤史帆とは「としきょん」というコンビ名を持つ。グループを牽引しているコンビとの呼び声も高く、「最強コンビ」や「グループの骨格」などと評するメディアもある。また、けやき坂46時代には、ラーメン部の部長と名乗っていた。ラーメン部は部長の齊藤、副部長の佐々木久美、もやし係の上村莉菜（櫻坂46）、煮卵係の原田葵（元櫻坂46）の4人で構成されている。公式ブログにラーメン部の活動を記録したラーメンブログを綴っている。

## 作品

### シングル
けやき坂46
- ひらがなけやき（2016年8月10日、SRCL-9153）- EAN 4988009130866。
- 誰よりも高く跳べ!（2016年11月30日、SRCL-9269/70）- EAN 4547366279382。
- W-KEYAKIZAKAの詩（2017年4月5日、SRCL-9394/402）- EAN 4547366301281。
- 僕たちは付き合っている（2017年4月5日、SRCL-9400/1）- EAN 4547366301281。
- それでも歩いてる（2017年10月25日、SRCL-9583/4）- EAN 4547366331646。
- NO WAR in the future（2017年10月25日、SRCL-9583/4）- EAN 4547366331646。
- イマニミテイロ（2018年3月7日、SRCL-9738/9）- EAN 4547366350272。
- ハッピーオーラ（2018年8月15日、SRCL-9924/5）- EAN 4547366371086。
- 君に話しておきたいこと（2019年2月27日、SRCL-9985/6）- EAN 4547366383324。
- 抱きしめてやる（2019年2月27日、SRCL-9985/6）- EAN 4547366383324。

日向坂46
- キュン（2019年3月27日、SRCL-11121/7）- EAN 4547366399219。
- JOYFUL LOVE（2019年3月27日、SRCL-11121/7）- EAN 4547366399219。
- 耳に落ちる涙（2019年3月27日、SRCL-11121/2）- EAN 4547366399219。
- ときめき草（2019年3月27日、SRCL-11125/6）- EAN 4547366399233。
- ドレミソラシド（2019年7月17日、SRCL-11220/6）- EAN 4547366412871。
- キツネ（2019年7月17日、SRCL-11220/6）- EAN 4547366412871。
- My god（2019年7月17日、SRCL-11220/1）- EAN 4547366412871。
- こんなに好きになっちゃっていいの?（2019年10月2日、SRCL-11310/6）- EAN 4547366422436。
- ホントの時間（2019年10月2日、SRCL-11310/6）- EAN 4547366422436。
- ママのドレス（2019年10月2日、SRCL-11314/5）- EAN 4547366422450。
- 川は流れる（2019年10月2日、SRCL-11316）- EAN 4547366422467。
- ソンナコトナイヨ（2020年2月19日、SRCL-11450/6）- EAN 4547366442526。
- 青春の馬（2020年2月19日、SRCL-11450/6）- EAN 4547366442526。
- 好きということは…（2020年2月19日、SRCL-11450/1）- EAN 4547366442526。
- 窓を開けなくても（2020年2月19日、SRCL-11452/3）- EAN 4547366442533。
- 君しか勝たん（2021年5月26日、SRCL-11794/802）- EAN 4547366504392。
- 声の足跡（2021年5月26日、SRCL-11794/802）- EAN 4547366504392。
- どうする?どうする?どうする?（2021年5月26日、SRCL-11798/9）- EAN 4547366504415。
- 膨大な夢に押し潰されて（2021年5月26日、SRCL-11802）- EAN 4547366504439。
- ってか（2021年10月27日、SRCL-11941/9）- EAN 4547366527520。
- 何度でも何度でも（2021年10月27日、SRCL-11941/9）- EAN 4547366527520。
- 思いがけないダブルレインボー（2021年10月27日、SRCL-11941/2）- EAN 4547366527520。
- アディショナルタイム（2021年10月27日、SRCL-11949）- EAN 4547366527568。
- 僕なんか（2022年6月1日、SRCL-12140/8）- EAN 4547366557145。
- 飛行機雲ができる理由（2022年6月1日、SRCL-12140/8）- EAN 4547366557145。
- 真夜中の懺悔大会（2022年6月1日、SRCL-12144/5）- EAN 4547366557183。
- 知らないうちに愛されていた（2022年6月1日、SRCL-12148）- EAN 4547366557176。
- 月と星が踊るMidnight（2022年10月26日、SRCL-12320/8）- EAN 4547366583045。
- HEY!OHISAMA!（2022年10月26日、SRCL-12320/8）- EAN 4547366583045。
- 孤独な瞬間（2022年10月26日、SRCL-12320/1）- EAN 4547366583045。
- 一生一度の夏（2022年10月26日、SRCL-12328）- EAN 4547366583076。
- One choice（2023年4月19日、SRCL-12490/8）- EAN 4547366612684。
- 恋は逃げ足が早い（2023年4月19日、SRCL-12490/8）- EAN 4547366612684。
- 愛はこっちのものだ（2023年4月19日、SRCL-12490/1）- EAN 4547366612684。
- 友よ 一番星だ（2023年4月19日、SRCL-12498）- EAN 4547366612714。
- Am I ready?（2023年7月26日、SRCL-12610/8）- EAN 4547366625868。
- 接触と感情（2023年7月26日、SRCL-12610/1）- EAN 4547366625868。
- 骨組みだらけの夏休み（2023年7月26日、SRCL-12612/3）- EAN 4547366625875。
- ガラス窓が汚れてる（2023年7月26日、SRCL-12618）- EAN 4547366625899。

坂道AKB
- 初恋ドア（2019年3月13日、KIZM-90615/6）- EAN 4988003543921。

### アルバム
欅坂46
- 真っ白なものは汚したくなる（2017年7月19日、SRCL-9482/8）- EAN 4547366318470。

けやき坂46
- 走り出す瞬間（2018年6月20日、SRCL-9825/9）- EAN 4547366358575。

日向坂46
- ひなたざか（2020年9月23日、SRCL-11580/4）- EAN 4547366470109。
- 脈打つ感情（2023年11月8日、SRCL-12720/6）- EAN 4547366647020。

### 映像作品
- けやき坂46（2016年11月30日）- EAN 4547366279399。
- 齊藤京子・高本彩花（2017年4月5日）- EAN 4547366301267。
- グループ発展祈願の旅 〜群馬編〜（2017年10月25日）- EAN 4547366331646。
- けやき坂46 1期生特典映像（2018年3月7日）- EAN 4547366350289。
- ひらがな武道館 〜Day3 Special Selection〜（2018年6月20日）- EAN 4547366358575。
- ひらがな全国ツアー2017 Live&Documentary（2018年6月20日）- EAN 4547366358582。
- KEYABINGO!3（2018年6月29日）- EAN 4988021715874、EAN 4988021146951。
- Re:Mind（2018年7月4日）- EAN 4517331041733、EAN 4517331041726。
- 今泉佑唯×齊藤京子 自撮りTV（2018年8月15日）- EAN 4547366371079。
- KEYABINGO!4 ひらがなけやきって何?（2018年11月9日）- EAN 4988021716512、EAN 4988021147545。
- マギアレコード 魔法少女まどか☆マギカ外伝（2019年2月27日）- EAN 4534530114068、EAN 4534530114075。
- けやき坂46ストーリー 〜ひなたのほうへ〜（2019年3月27日）- EAN 4547366399226。
- 舞台「ザンビ」（2019年5月31日）- EAN 4988021759489、EAN 4988021158602。
- はじめて全部凍らせて食べてみた（2019年7月17日）- EAN 4547366412895。
- ひなたの休日（2019年10月2日）- EAN 4547366422443。
- HINABINGO!（2019年11月22日）- EAN 4988021717656、EAN 4988021148740。
- 日向坂46 大富豪No.1決定戦（2020年2月19日）- EAN 4547366442526、EAN 4547366442533、EAN 4547366442540。
- HINABINGO!2（2020年4月3日）- EAN 4988021718011、EAN 4988021140089。
- DASADA（2020年5月22日）- EAN 4988021718073、EAN 4988021140157。
- 日向坂46デビューカウントダウンライブ!! in 横浜アリーナ 〜けやき坂46 LAST LIVE〜（2020年9月23日）- EAN 4547366470109。
- 日向坂46デビューカウントダウンライブ!! in 横浜アリーナ 〜日向坂46 FIRST LIVE〜（2020年9月23日）- EAN 4547366470116。
- 3年目のデビュー（2021年1月20日）- EAN 4517331070719、EAN 4517331070726。
- 〜ひらがな推し〜「としちゃんと愉快な仲間たち編」（2021年3月31日）- EAN 4547366499780。
- 〜ひらがな推し〜「京子さん、何してんですか編」（2021年3月31日）- EAN 4547366499803。
- 〜ひらがな推し〜「日向のバラエティ女王誕生編」（2021年3月31日）- EAN 4547366499810。
- 〜ひらがな推し〜「パンの鉄砲を撃ちますよ編」（2021年3月31日）- EAN 4547366499797。
- 〜ひらがな推し〜「あだ名がおたけになりました編」（2021年3月31日）- EAN 4547366499773。
- 死んじゃうくらい、抱きしめて。（2021年5月26日）- EAN 4547366504392。
- ひなたの夏休み（2021年10月27日）- EAN 4547366527537。
- 〜ひらがな推し〜初ガツオを推すしかない編（2022年1月1日）- EAN 4547366540796。
- 〜ひらがな推し〜好きな人いるの?ニブだよ編（2022年1月1日）- EAN 4547366540772。
- 〜ひらがな推し〜ヘビーリトルトゥース誕生編（2022年1月1日）- EAN 4547366540765。
- 〜ひらがな推し〜埼玉と春日が生んだ怒涛の起爆剤編（2022年1月1日）- EAN 4547366540789。
- 〜ひらがな推し〜いつでもどこでも変化球編（2022年1月1日）- EAN 4547366540758。
- ひなたのバス旅（2022年6月1日）- EAN 4547366557145、EAN 4547366557183。
- 日向坂46 3周年記念MEMORIAL LIVE 〜3回目のひな誕祭〜 in 東京ドーム（2022年7月20日）- EAN 4547366568318、EAN 4547366568301。
- 渡邉美穂 卒業セレモニー（2022年10月26日）- EAN 4547366583045、EAN 4547366583052。
- 希望と絶望（2022年12月21日）- EAN 4550450021729、EAN 4550450021736。
- 〜日向坂で会いましょう〜加藤史帆のバーベキューで会いましょう（2023年1月1日）- EAN 4547366595888。
- 〜日向坂で会いましょう〜佐々木久美の野球で会いましょう（2023年1月1日）- EAN 4547366595901。
- 〜日向坂で会いましょう〜金村美玖のオードリーに会いましょう（2023年1月1日）- EAN 4547366595895。
- 〜日向坂で会いましょう〜小坂菜緒のヒットキャンペーンで会いましょう（2023年1月1日）- EAN 4547366595918。
- 〜日向坂で会いましょう〜丹生明里の団体戦で会いましょう（2023年1月1日）- EAN 4547366595925。
- Happy Smile Tour 2022（2023年4月19日）- EAN 4547366612684、EAN 4547366612691。
- W-KEYAKI FES. 2022（2023年7月26日）- EAN 4547366625868、EAN 4547366625875。
- 日向坂46 4周年記念MEMORIAL LIVE 〜4回目のひな誕祭〜 in 横浜スタジアム（2023年9月13日）- EAN 4547366634235、EAN 4547366634228。
- 日向坂46「Happy Train Tour 2023」in 大阪城ホール（2023年11月8日）- EAN 4547366647020、EAN 4547366647037。
- ひらがなくりすます2018 & ひなくり2019〜2022 Complete Box（2023年12月24日）- EAN 4547366655889。
- 〜日向坂で会いましょう〜齊藤京子の野球を好きになりましょう（2024年1月31日）- EAN 4547366660821。
- 〜日向坂で会いましょう〜佐々木美玲のおひさまたちを釣りましょう（2024年1月31日）- EAN 4547366660791。
- 〜日向坂で会いましょう〜河田陽菜の秋頃に会いましょう（2024年1月31日）- EAN 4547366660784。
- 〜日向坂で会いましょう〜松田好花のリトルトゥースになりましょう（2024年1月31日）- EAN 4547366660807。
- 〜日向坂で会いましょう〜上村ひなのの三期生に出会いましょう（2024年1月31日）- EAN 4547366660814。
- 齊藤京子卒業コンサート & 5回目のひな誕祭 in 横浜スタジアム（2024年7月24日）- EAN 4547366690101。
- BEST MUSIC VIDEO COLLECTION 2015-2024（2024年12月3日）- EAN 4547366713909。
- 〜日向坂で会いましょう〜新年早々バトりましょう（2025年4月9日）- EAN 4547366731361。
- 〜日向坂で会いましょう〜OBKを炙り出しましょう（2025年4月9日）- EAN 4547366731323。
- 〜日向坂で会いましょう〜ポンコツたちを集めましょう（2025年4月9日）- EAN 4547366731330。
- 〜日向坂で会いましょう〜四期生を知ってもらいましょう（2025年4月9日）- EAN 4547366731354。
- 〜日向坂で会いましょう〜宮崎に行きましょう（2025年4月9日）- EAN 4547366731347。

## 出演

### テレビドラマ
- Re:Mind（2017年10月20日 - 12月29日、テレビ東京）- 齊藤京子 役[114]。
- DASADAシリーズ（日本テレビ）- 小笠原真琴 役[115]。
  - DASADA（2020年1月16日 - 3月19日）[116]
  - DASADA 〜未来へのカウントダウン〜（2020年7月2日 - 9月10日）[117]
- ボーダレス（2021年3月7日 - 5月9日、ひかりTV）- 片山希莉 役[118]。
- アクトレス（2023年4月14日 - 6月2日、Lemino・ひかりTV）- 片山希莉 役[119]。
- 泥濘の食卓（2023年10月21日 - 12月16日、テレビ朝日）- 主演・捻木深愛 役[33]。
- 恋愛戦略会議（2024年3月13日 - 16日、フジテレビ）- 麦田茜 役[120]。
- いきなり婚（2025年1月8日 - 3月26日、日本テレビ） - 主演・小柴真央 役[121]。
- トーキョーカモフラージュアワー 第2話（2025年1月27日、朝日放送テレビ） - 田中 役[122]。
- あやしいパートナー（2025年4月30日 - 7月16日、MBS・ TBS） - 主演・宮下さくら 役（八木勇征とダブル主演）[123]。

### バラエティ
- けやき坂46 ラーメン大好き！齊藤京子です（2018年4月15日、テレ朝チャンネル）[10]
- キョコロヒー（2021年4月1日〈3月31日深夜〉- 、テレビ朝日）- ヒコロヒーとダブルMC、冠番組[124]。

### ラジオ
- イマドキッ（2019年1月3日 - 2020年5月6日、MBSラジオ）- 第一部・レギュラー[14]。
- アッパレやってまーす! （2020年4月26日 - 2024年4月4日、MBSラジオ）[注 6][11][17]

### 舞台
- あゆみ（2018年4月20日 - 5月6日、アイア 2.5 シアタートーキョー）- チームハーモニカ[125]。
- マギアレコード 魔法少女まどか☆マギカ外伝（2018年8月24日 - 9月9日、TBS赤坂ACTシアター）- 佐倉杏子 役[126]。
- 舞台「ザンビ」（2018年11月16日 - 25日、東京ドームシティホール）- TEAM"RED"・本宮佳蓮 役[127]。
- 舞台「サザエさん」（2019年9月3日 - 17日、明治座 / 2019年9月28日 - 10月13日、博多座）- 磯野ワカメ 役[128]。

### テレビアニメ
- ドラえもん誕生日スペシャル「のび太とギリシャのケーキ伝説」（2024年9月7日、テレビ朝日） - 吟遊詩人 役[129]。

### ライブ
- MTV Unplugged Presents: Kyoko Saito from Hinatazaka46（2023年5月21日、ぴあアリーナ）[31]

### イベント
- 「TOKYO交通安全キャンペーン」プレイボールイベント（2017年11月30日、六本木ヒルズアリーナ）[130]
- 東京ガールズコレクション
  - 第28回 マイナビ 東京ガールズコレクション 2019 SPRING / SUMMER（2019年3月30日、横浜アリーナ）[131]
  - TGC KITAKYUSHU 2019 by TOKYO GIRLS COLLECTION（2019年10月5日、西日本総合展示場新館）[132]
  - SDGs推進 TGC しずおか 2020 by TOKYO GIRLS COLLECTION（2020年1月11日、ツインメッセ静岡）- DASADAステージ[133]。
  - 第30回 マイナビ 東京ガールズコレクション 2020 SPRING / SUMMER（2020年2月29日、国立代々木競技場 第一体育館）[134]
  - 第31回 マイナビ 東京ガールズコレクション 2020 AUTUMN / WINTER ONLINE（2020年9月5日、オンライン配信）[135]
  - 第32回 マイナビ 東京ガールズコレクション 2021 SPRING / SUMMER（2021年2月28日、オンライン配信）[136]
  - 第33回 マイナビ 東京ガールズコレクション 2021 AUTUMN / WINTER（2021年9月4日、オンライン配信）[137]
  - 第34回 マイナビ 東京ガールズコレクション 2022 SPRING / SUMMER（2022年3月21日、国立代々木競技場 第一体育館）[138]
  - 第35回 マイナビ 東京ガールズコレクション 2022 AUTUMN / WINTER（2022年9月3日、さいたまスーパーアリーナ）[139]
  - SDGs推進 TGC しずおか 2023 by TOKYO GIRLS COLLECTION（2023年1月14日、ツインメッセ静岡）[140]
  - 第36回 マイナビ 東京ガールズコレクション 2023 SPRING / SUMMER（2023年3月4日、国立代々木競技場 第一体育館）[141]
- ラーメン女子博 in 静岡 2019 オープニングセレモニー（2019年4月20日、静岡パルコ内特設エリア）[142]
- GirlsAward
  - Rakuten Girls Award 2019 SPRING / SUMMER（2019年5月18日、幕張メッセ）[143]
  - Rakuten Girls Award 2022 SPRING / SUMMER（2022年5月14日、幕張メッセ）[144]
- ザンビ THE ROOM 最後の選択（2019年7月31日 - 8月11日、渋谷ヒカリエ ヒカリエホール）[145]
- 生キョコロヒー！2022初夏〜六本木くる民の集い〜（2022年5月24日、EX THEATER ROPPONGI）[146]
- 超パーティー2022（2022年10月15日、さいたまスーパーアリーナ）[147]

### ネット配信
- SUSURU SHINAGAWA
  - 前編（2019年3月29日、YouTube）[148][149][150]。
  - 後編（2019年3月29日、YouTube）[148]
  - メイキング（2019年4月25日、YouTube）[151]
  - 英語版（2019年4月25日、YouTube）[151]
- THE FIRST TAKE「日向坂46 - 僕なんか」（2022年5月18日、YouTube）[152]

### CM
- ソニー損害保険「クルマの精」篇（2022年1月10日 - ）[153]
- 日向坂46 新メンバーオーディション 齊藤京子 編（2022年3月14日 - ）[154]
- ヤクルト「ヤクルトの宅配『みんなのもの篇』」イメージソング（2023年11月20日 - ）[155]
- エス・エム・エス ナース転職 - ヒコロヒーと共演
  - 「仕事終わりの焼肉」編、「夜勤明けサウナ」編（2024年8月19日 - ）[156]
  - 「楽しい職場」編（2025年4月1日 - ）[157]

### 映画
- #真相をお話しします（2025年4月25日） - 桐山の知人 役[158]
- (LOVE SONG)（2025年10月31日公開予定） - ヒカリ（原島星） 役[159][160]
- 恋愛裁判（2026年1月23日公開予定）- 主演・山岡真衣 役[37][161][162]

### 吹き替え
- ミュータント・タートルズ:ミュータント・パニック！（2023年9月22日）- エイプリル 役[163]
  - テイルズ・オブ・ザ・ミュータント・タートルズ（2024年12月6日配信予定、Paramount+）[164]

## 書籍

### 写真集
- とっておきの恋人（2021年1月19日、主婦と生活社）[165][166]

### 雑誌連載
- ar（2019年6月12日 - 、主婦と生活社）- レギュラーモデル[4]。